# Biguanidy

biguanid

Biguanidy – grupa leków będących pochodnymi biguanidu, stosowanych m.in. w leczeniu cukrzycy typu 2 i malarii. Obecnie zastosowanie w leczeniu cukrzycy znajduje jedynie metformina, gdyż fenformina i buformina z uwagi na istotne efekty uboczne są stosowane sporadycznie. Mechanizm ich działania polega na zmniejszeniu syntezy ATP w wielu komórkach, co skutkuje hamowaniem glukoneogenezy w komórkach wątrobowych, wzrostem obwodowej beztlenowej glikolizy oraz zahamowaniem lipogenezy i wzrostem lipolizy. W efekcie obniża się stężenie glukozy i lipidów we krwi, co sprzyja obniżeniu masy ciała. Normalizujące działanie na stężenie glikemii (i ew. zespół metaboliczny) – bez wpływu stricte trzustkowego – sprawia, że inne leki (np. pochodne sulfonylomocznika, leki inkretynowe) pozostają w rezerwie, na wypadek wtórnej nieskuteczności pochodnych biguanidu. Wydłuża to wygodną dla pacjenta formę doustnego leczenia cukrzycy.
Biguanidy należą do grupy leków przeciwhiperglikemicznych – nie obniżają glikemii poniżej wartości prawidłowych. Wskazania obejmują:
- Monoterapia
  - Cukrzyca typu 2 o niewielkim zapotrzebowaniu na insulinę
  - Cukrzyca typu 2 z istniejącą insulinoopornością
  - Cukrzyca typu 2 u pacjenta z wyraźną nadwagą
- W skojarzeniu z innymi lekami:
  - W razie nieskuteczności niektórych leków (pochodne sulfonylomocznika, leki inkretynowe) – celem przedłużenia leczenia doustnego lekami przeciwcukrzycowymi
  - Wybrane przypadki niestabilnej cukrzycy typu 1[2].

Przykładowe biguanidy
metformina
buformina
fenformina
prokwanil (lek przeciwmalaryczny)